# Seznam obcí v kantonu Schwyz

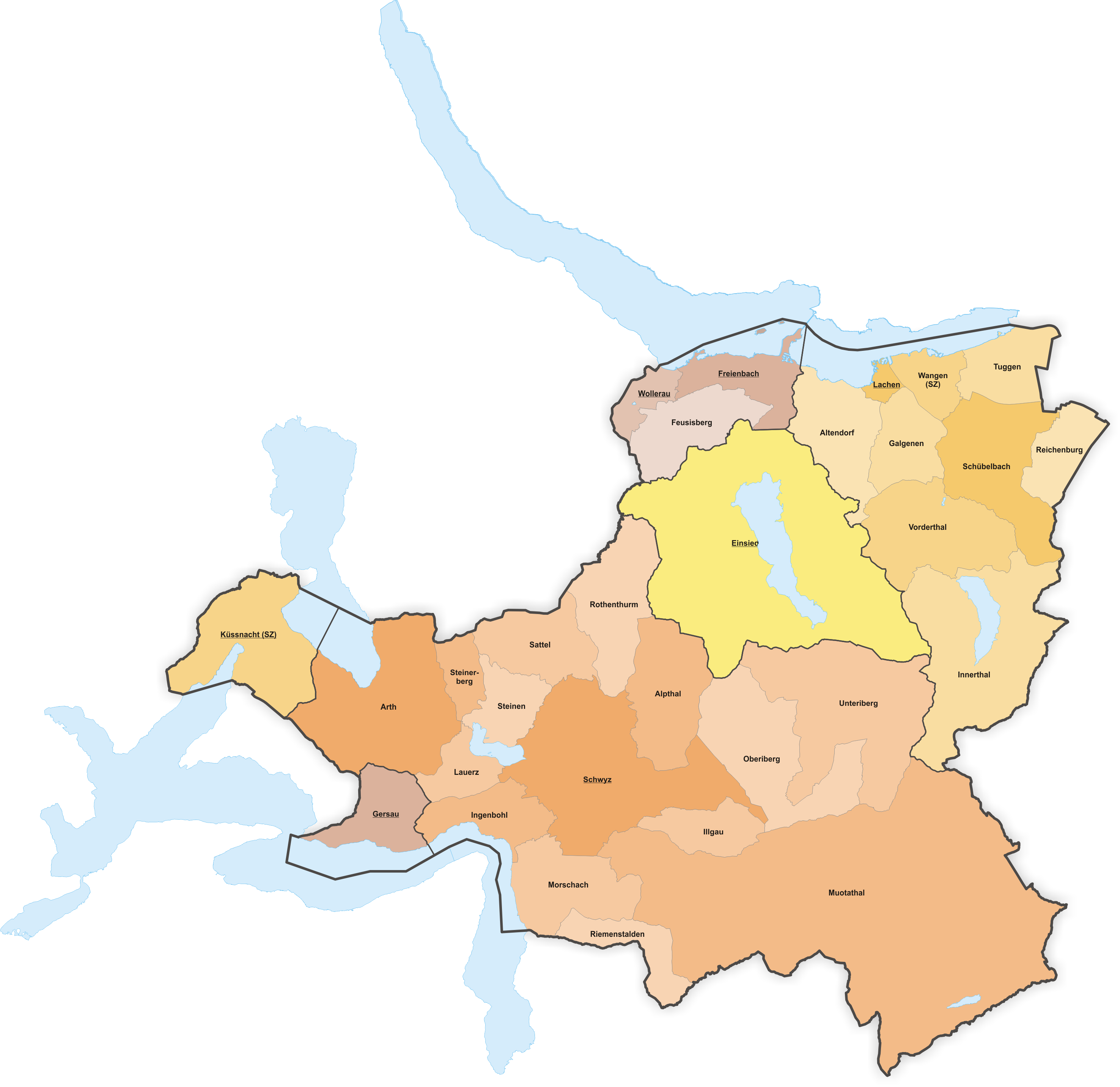
Mapa obcí kantonu Schwyz

Kanton Schwyz zahrnuje 30 politických obcí. Hlavním městem je Schwyz.
Kantonální ústava z roku 1833 (po sjednocení s Ausserschwyzem) rozdělila kanton na šest okresů a celkem 28 obcí. V současnosti se obce člení do 6 okresů: Einsiedeln, Gersau, Höfe, Küssnacht, March a Schwyz. Hlavní města okresů jsou vyznačena tučně.
| Znak          | Název obce    | Počet obyvatel (31. 12. 2022) | Rozloha (km²) | Hustota zalidnění (obyv./km²) | Okres      |
| ------------- | ------------- | ----------------------------- | ------------- | ----------------------------- | ---------- |
| Einsiedeln    | Einsiedeln    | 16 310                        | 98,93         | 165                           | Einsiedeln |
| Gersau        | Gersau        | 2384                          | 14,35         | 166                           | Gersau     |
| Feusisberg    | Feusisberg    | 5468                          | 17,50         | 312                           | Höfe       |
| Freienbach    | Freienbach    | 16 711                        | 13,80         | 1211                          | Höfe       |
| Wollerau      | Wollerau      | 7495                          | 6,31          | 1188                          | Höfe       |
| Küssnacht     | Küssnacht     | 13 843                        | 29,38         | 471                           | Küssnacht  |
| Altendorf     | Altendorf     | 7215                          | 20,41         | 354                           | March      |
| Galgenen      | Galgenen      | 5342                          | 13,27         | 403                           | March      |
| Innerthal     | Innerthal     | 180                           | 50,14         | 4                             | March      |
| Lachen        | Lachen        | 9394                          | 2,44          | 3850                          | March      |
| Reichenburg   | Reichenburg   | 4063                          | 11,55         | 352                           | March      |
| Schübelbach   | Schübelbach   | 9595                          | 29,01         | 331                           | March      |
| Tuggen        | Tuggen        | 3358                          | 13,51         | 249                           | March      |
| Vorderthal    | Vorderthal    | 983                           | 27,97         | 35                            | March      |
| Wangen        | Wangen        | 5489                          | 8,46          | 649                           | March      |
| Alpthal       | Alpthal       | 618                           | 22,88         | 27                            | Schwyz     |
| Arth          | Arth          | 12 358                        | 42,02         | 294                           | Schwyz     |
| Illgau        | Illgau        | 815                           | 10,96         | 74                            | Schwyz     |
| Ingenbohl     | Ingenbohl     | 9197                          | 13,40         | 686                           | Schwyz     |
| Lauerz        | Lauerz        | 1124                          | 9,18          | 122                           | Schwyz     |
| Morschach     | Morschach     | 1206                          | 20,84         | 58                            | Schwyz     |
| Muotathal     | Muotathal     | 3516                          | 172,14        | 20                            | Schwyz     |
| Oberiberg     | Oberiberg     | 867                           | 33,17         | 26                            | Schwyz     |
| Riemenstalden | Riemenstalden | 84                            | 11,20         | 8                             | Schwyz     |
| Rothenthurm   | Rothenthurm   | 2519                          | 22,75         | 111                           | Schwyz     |
| Sattel        | Sattel        | 2021                          | 17,39         | 116                           | Schwyz     |
| Schwyz        | Schwyz        | 15 685                        | 53,18         | 295                           | Schwyz     |
| Steinen       | Steinen       | 3696                          | 11,85         | 312                           | Schwyz     |
| Steinerberg   | Steinerberg   | 951                           | 6,92          | 137                           | Schwyz     |
| Unteriberg    | Unteriberg    | 2432                          | 46,43         | 52                            | Schwyz     |
| Celkem (30)   | Celkem (30)   | 164 920                       | 907,88        | 194                           |            |